# Thedford (Nebraska)
Thedford es una villa ubicada en el condado de Thomas en el estado estadounidense de Nebraska. En el Censo de 2010 tenía una población de 188 habitantes y una densidad poblacional de 318,36 personas por km².

## Geografía
Thedford se encuentra ubicada en las coordenadas 41°58′43″N 100°34′31″O / 41.97861, -100.57528. Según la Oficina del Censo de los Estados Unidos, Thedford tiene una superficie total de 0.59 km², de la cual 0.59 km² corresponden a tierra firme y (0%) 0 km² es agua.

## Demografía
Según el censo de 2010, había 188 personas residiendo en Thedford. La densidad de población era de 318,36 hab./km². De los 188 habitantes, Thedford estaba compuesto por el 100% blancos, el 0% eran afroamericanos, el 0% eran amerindios, el 0% eran asiáticos, el 0% eran isleños del Pacífico, el 0% eran de otras razas y el 0% pertenecían a dos o más razas. Del total de la población el 0.53% eran hispanos o latinos de cualquier raza.